# Avital Sharansky
Pour les articles homonymes, voir Sharansky.
Avital Sharansky (en hébreu : אביטל שרנסקי, née Natalia Stieglitz, en ukrainien : Наталія Стігліц, en russe : Наталья Штиглиц), née en 1950, en Ukraine, est une célèbre refusenik, juive orthodoxe, qui lutte pendant des années pour la libération de son époux, Natan Sharansky. En mars 1977, il est arrêté et condamné à 13 années de travaux forcés en juillet 1978, accusé de trahison et d'être un espion pour le compte des États-Unis. Après 16 mois d'incarcération dans la prison Lefortovo, il est envoyé en Sibérie dans un goulag nommé Perm 35 où il travaille durant 9 ans. Le 11 février 1986, il est libéré trente minutes avant un échange de 8 prisonniers de l'Ouest et de l'Est sur le pont de Glienicke, à Berlin.

## Biographie

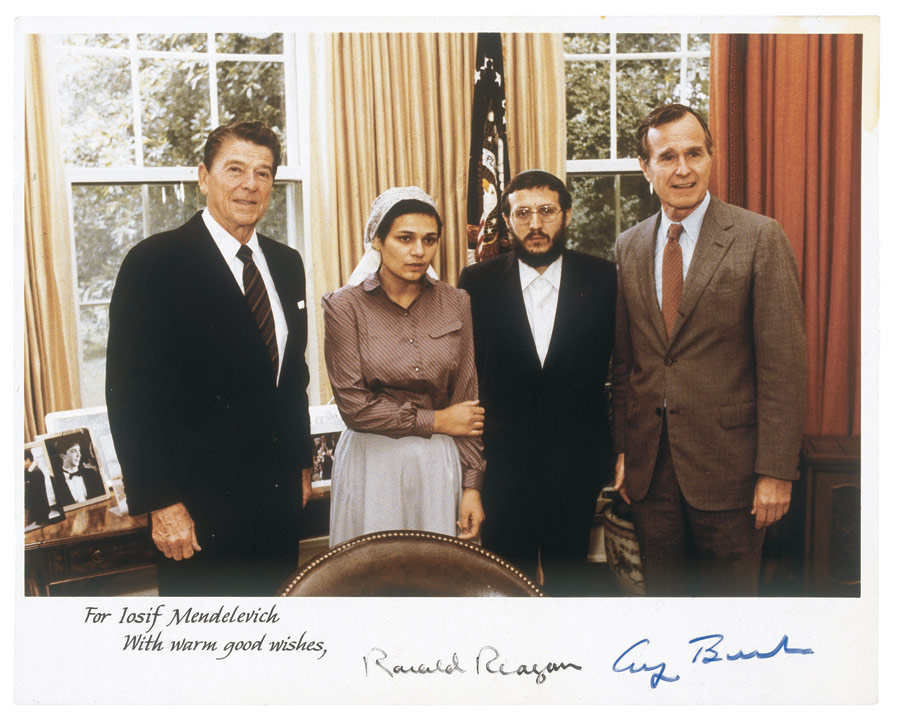
Avital Sharansky avec le président Reagan, vice-président Bush et Yosef Mendelevitch à la Maison-Blanche, le 28 mai 1981.

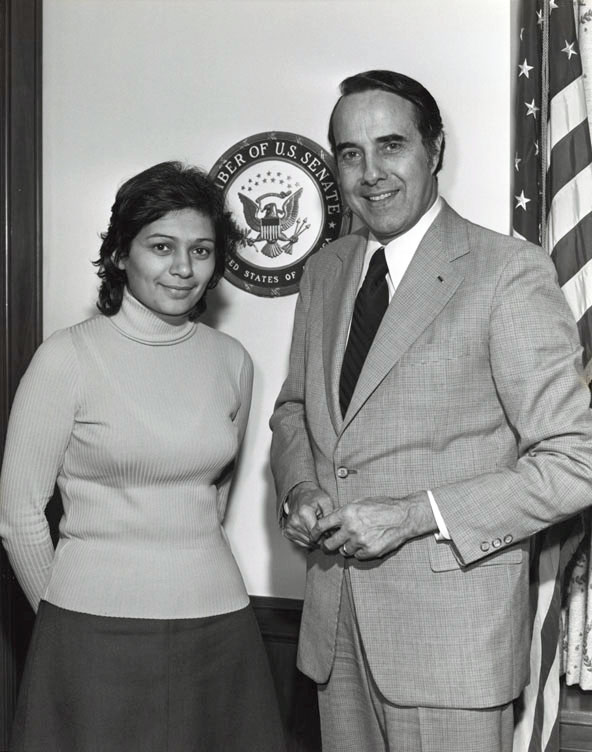
Avital Sharansky avec le sénateur Bob Dole

Natalia Stieglitz est née en 1950. Elle rencontre Nathan Sharansky en octobre 1973.
Peu après, le visa de sortie d'Union soviétique pour Nathan Sharansky est refusé. Il devient un refusnik. Natalia fait une demande de visa pour immigrer en Israël. Ils se marient en 1974, un jour et demi avant la date d'expiration du visa de sortie de Natalia. Un jour après le mariage, elle part en Israël. Nathan Sharansky reste en Union soviétique.
Il est arrêté en 1977, accusé de haute trahison.

### Israël
Arrivée en Israël, Natalia Sharansky décide de changer son prénom et adopte celui d'Avital (mon père est la rosée). Elle entreprend une campagne internationale pour libérer son époux.